# Các vụ tấn công sân bay Kabul 2021
Vào ngày 26 tháng 8 năm 2021 lúc 17:50 giờ địa phương (13:20 UTC), trong cuộc di tản khỏi Afghanistan 2021, một vụ đánh bom tự sát đã xảy ra gần Cổng Abbey tại sân bay quốc tế Hamid Karzai ở Kabul, Afghanistan. Ngay sau đó, một vụ đánh bom thứ hai xảy ra cách đó vài chục mét. Ít nhất 103 người đã thiệt mạng trong vụ tấn công, bao gồm 13 thành viên thuộc Lực lượng vũ trang Hoa Kỳ.

## Bối cảnh
Sau khi Taliban kiểm soát Afghanistan ngày 15 tháng 8 năm 2021, sân bay quốc tế Hamid Karzai trở thành con đường an toàn duy nhất để thoát khỏi Afghanistan. Những lo ngại về an ninh ngày càng tăng sau khi hàng trăm thành viên của Nhà nước Hồi giáo Iraq và Levant - tỉnh Khorasan (ISIS-K) trốn thoát khỏi nhà tù tại Bagram và Pul-e-Charkhi. Vài giờ trước vụ tấn công, các nhà ngoại giao Mỹ ở Kabul cảnh báo công dân Mỹ rời sân bay do bị đe dọa an ninh. Bộ trưởng lực lượng Vũ trang Vương quốc Anh James Heappey cũng đã cảnh báo về mối đe dọa tấn công bất ngờ vào sân bay Kabul bởi các chiến binh Nhà nước Hồi giáo. Các đại sứ quán Hoa Kỳ, Vương quốc Anh và Úc cũng đã cảnh báo về các mối đe dọa an ninh trên không.
Tổng thống Hoa Kỳ Joe Biden được cho là đã nhận được nhiều báo cáo về một cuộc tấn công có thể xảy ra trong tuần trước cuộc tấn công.